# Here and Now (Nickelback)
Here and Now is het zevende studioalbum van de Canadese rockband Nickelback. Het album werd op 21 november 2011 uitgegeven en was de opvolger van hun album uit 2008, Dark Horse. Het album is in 2011 opgenomen in de Mountain View Studios in Vancouver (Canada) en is uitgebracht op het Roadrunner Records label.
Het album bevat elf liedjes en deze zijn allemaal geschreven door de leadzanger Chad Kroeger. Het totale album duurt 39 minuten en 43 seconden. De nummers zijn geproduceerd door Nickelback, Joey Moi en Brian Howes en de muziek is afkomstig van Chad Kroeger, Mike Kroeger, Joey Moi en Ryan Peake.
Op 26 september 2011 werden de eerste twee singles van het album vrijgegeven. When We Stand Together en Bottoms Up konden vanaf 27 september gedownload worden via het internet. Vlak voor het uitgeven van het album werd ook een derde single uitgegeven. This Means War werd op 10 november tegelijk met een videoclip uitgegeven.

## Tracklist
| Nr. | Titel                  | Muziek                                            | Duur |
| --- | ---------------------- | ------------------------------------------------- | ---- |
| 1.  | This Means War         | Chad Kroeger                                      | 3:20 |
| 2.  | Bottoms Up             | Chad Kroeger, Mike Kroeger & Joey Moi             | 3:37 |
| 3.  | When We Stand Together | Chad Kroeger, Mike Kroeger, Joey Moi & Ryan Peake | 3:10 |
| 4.  | Midnight Queen         | Chad Kroeger, Joey Moi & Ryan Peake               | 3:14 |
| 5.  | Gotta Get Me Some      | Chad Kroeger & Joey Moi                           | 3:41 |
| 6.  | Lullaby                | Chad Kroeger                                      | 3:48 |
| 7.  | Kiss It Goodbye        | Chad Kroeger, Mike Kroeger & Joey Moi             | 3:35 |
| 8.  | Trying Not To Love You | Chad Kroeger & Ryan Peake                         | 4:11 |
| 9.  | Holding on to Heaven   | Chad Kroeger & Mike Kroeger                       | 3:51 |
| 10. | Everything I Wanna Do  | Chad Kroeger                                      | 3:27 |
| 11. | Don't Ever Let It End  | Chad Kroeger                                      | 3:49 |

## Personeel
De volgende mensen hebben meegewerkt aan Here and Now.

### Muzikanten
- Chad Kroeger – leadzanger, leadgitaar, producer
- Ryan Peake – slaggitaar, piano, achtergrondzang, producer
- Mike Kroeger – Basgitaar, achtergrondzang, producer
- Daniel Adair – Drumstel, achtergrondzang, producer

### Extra personeel
- Brian Howes - producer, extra guitar
- Rob Dawson - akoestische gitaar in Lullaby
- Joey Moi – producer, geluidstechnicus
- Jay Van Poederooyen – geluidstechnicus, mixen
- Scott Cooke – geluidstechnicus, geluid bewerken
- Chris Lord-Alge – mixen
- Randy Staub – mixen
- Keith Armstrong – assistent mixen
- Zach Blackstone – assistent mixen
- Nik Karpen – assistent mixen
- Gail Marowitz – artdirector
- Travis Shinn – fotografie
- Brennan Brousseau – hoes ontwerper

## Ontvangst
Van de critici kreeg het album gemengde recensies. Zo kreeg het album van AllMusic drieënhalve ster en van Rockstar weekly, een Canadese muziek site, kreeg het zelfs vijf sterren uit vijf. Het album ontving bij Metacritic 51 punten van de honderd.
Uit de verkoopcijfers en de album noteringen blijkt dat het album goed ontvangen werd bij het publiek. Zowel in de HMV Canada album top tien als in de US iTunes album top tien behaalde Here and Now de eerste plaats. In Nederland kwam het album in week 47 van 2011 binnen op plek negentien in de Album top 100. Dit was tevens de hoogste notering van het album. Daarna stond het album nog 22 weken in de top 100 en in de achttiende week van 2012 stond het album er niet meer in. In de Belgische Album top 50 stond Here and Now een week op plek 49. Dit was ook de enige notatie. In Nederland is Here and Now meer dan 25.000 keer over de toonbank gegaan. Hiermee is het een gouden album in Nederland. In Australië en Canada werd het album zo vaak verkocht dat een dubbel platina status gekregen heeft in die twee landen.

## Noteringen
De volgende singles kregen noteringen in de Nederlandse Single Top 40 en in de Vlaamse Ultratop 50 Singles 
| Single met eventuele hitnotering(en) in de Nederlandse Top 40 | Datum van verschijnen | Datum van binnenkomst | Hoogste positie | Aantal weken | Opmerkingen                               |
| ------------------------------------------------------------- | --------------------- | --------------------- | --------------- | ------------ | ----------------------------------------- |
| When We Stand Together                                        | 10-10-2011            | 22-10-2011            | 12              | 12           | Nr. 33 in de Single Top 100 / Alarmschijf |
| Lullaby                                                       | 14-2-2012             | 11-02-2012            | tip5            | -            |                                           |
| Trying Not To Love You                                        | 20-8-2012             | 15-09-2012            | tip7            | -            | Nr. 98 in de Single Top 100               |

| Single met hitnotering(en) in de Vlaamse Ultratop 50 | Datum van verschijnen | Datum van binnenkomst | Hoogste positie | Aantal weken | Opmerkingen |
| ---------------------------------------------------- | --------------------- | --------------------- | --------------- | ------------ | ----------- |
| When We Stand Together                               | 2011                  | 29-10-2011            | tip34           | -            |             |
| Lullaby                                              | 14-2-2012             | 19-05-2012            | tip3            | -            |             |
| Trying Not To Love You                               | 20-8-2012             | 25-08-2012            | tip9            | -            |             |